# Championnat d'Albanie de football 1949
Navigation
Championnat d'Albanie 1948 Championnat d'Albanie 1950
Le Championnat d'Albanie de football de Kategoria Superiore 1949 est la 12e édition de ce championnat.

## Classement
| Rang | Équipe             | Pts | J  | G  | N | P  | Bp | Bc | Diff |
| ---- | ------------------ | --- | -- | -- | - | -- | -- | -- | ---- |
| 1    | Partizan Tirana    | 30  | 16 | 14 | 2 | 0  | 61 | 7  | +54  |
| 2    | Vllaznia Shkodër   | 26  | 16 | 12 | 2 | 2  | 55 | 11 | +44  |
| 3    | Ylli i Kuq Durrës  | 20  | 16 | 9  | 2 | 5  | 25 | 14 | +11  |
| 4    | 17 Nëntori Tirana  | 16  | 16 | 7  | 2 | 7  | 25 | 19 | +6   |
| 5    | Besa Kavajë        | 16  | 16 | 7  | 2 | 7  | 32 | 27 | +5   |
| 6    | Dinamo Korçë       | 12  | 16 | 4  | 4 | 8  | 17 | 41 | -24  |
| 7    | Bashkimi Elbasanas | 9   | 16 | 4  | 1 | 11 | 17 | 41 | -24  |
| 8    | Apolonia Fier      | 9   | 16 | 3  | 3 | 10 | 17 | 54 | -37  |
| 9    | Shijaku            | 6   | 16 | 1  | 4 | 11 | 13 | 48 | -35  |

|  | Champion |
|  | Relégué  |

## Bilan de la saison
| Tableau d'Honneur                 |                 |
| Compétition                       | Vainqueur       |
| Championnat d'Albanie de football | Partizan Tirana |
| Coupe d'Albanie de football       | Partizan Tirana |

| Promotions et relégations     |                  |
| Relégué en First Division     | 8 Nëntori Shijak |
| Promus en Kategoria Superiore |                  |